# Solirubrobacter ginsenosidimutans
Solirubrobacter ginsenosidimutans es una especie de  bacteria grampositiva del género Solirubrobacter. Fue descrita en el año 2011. Su etimología hace referencia a conversión de ginsenósido. Es aerobia e inmóvil. Tiene un tamaño de 0,4-0,6 μm de ancho por 1,8-2,5 μm de largo. Forma colonias lisas, circulares, convexas y amarillas en agar R2A tras 3 días de incubación. Temperatura de crecimiento entre 18-37 °C, óptima de 30 °C. Catalasa y oxidasa positivas. También crece en agar TSA pero no en MacConkey. Tiene un contenido de G+C de 70,6%. Se ha aislado del suelo en un campo de ginseng en el monte Baekdu, China.